# Poppare
Poppare, eller popare är personer som lyssnar på popmusik (jmf hårdrockare, synthare m.fl). Som i de flesta andra subkulturer kan man som poppare ansluta sig till diverse subgenrer, Pandapoppare (även kallade endast pandor eller BD-poppare efter bandet Broder Daniel), Glitterpoppare, Indiepopare eller emopopare.

## Musiken
Precis som namnet antyder lyssnar poppare på popmusik, speciellt indiepop.

Sedan 2013 finns nattklubben ”Panda 2.0” / ”Klubb panda 2.0” i Stockholm 

## Utseende
Glitterpopare klär sig ofta i färger som för tankarna till små barn, till exempel rosa. Har ofta även trollspön, tiaror, prinsesskjolar, benvärmare, Converse och bär för det mesta väldigt färgglada kläder. Glitterpopare bär ofta hemgjorda pärlarmband och pärlhalsband.
Indiepopare bär ofta hatt, hängslen, skjortor, Dr. Martens och svarta Rayban-solglasögon. De flesta indiepopare brukar inte tupera sitt hår till en så kallad panda.
Pandapopare/BD-poppare har ofta svartvita kläder i 60-talsstil, tighta kjolar, pandahår eller popfluff, Broder Daniel-artiklar, blusar, pullovers, slips, skjorta, klänningar med vit krage och svarta kinaskor eller klackskor alt Dr Martens.  Håret är i de flesta fall svart eller vitblont och man ser dem ofta med stjärnor fastklistrade under ögonen och en tygpåse på axeln. 